# Pseudophoxinus zeregi
Pseudophoxinus zeregi is een straalvinnige vissensoort uit de familie van de eigenlijke karpers (Cyprinidae). De wetenschappelijke naam van de soort is voor het eerst geldig gepubliceerd in 1843 door Johann Jakob Heckel.
P. zeregi werd in 1836 verzameld in de Quwaiq bij Aleppo (Syrië) tijdens een wetenschappelijke reis van de geoloog Joseph Russegger. Zeregi was de plaatselijke naam voor deze vis.